# Mark Mendoza
Mark Glickman também conhecido como Mark "The Animal" Mendoza (West Hempstead, 13 de julho de 1955) é um compositor e baixista estadunidense. Atualmente é baixista da banda norte-americana de heavy metal Twisted Sister. Ele se juntou à banda em 31 de outubro de 1978, depois que ele deixou o The Dictators. Ele também tocou na Blackfoot rapidamente no início de 1990. 
Mendoza tocou com o baixo em todos os lançamentos do Twisted Sisters. Ele remixou o álbum Under the Blade quando foi relançado pela Atlantic Records, ele também produziu e mixou o álbum Still Hungry e o álbum natalino A Twisted Christmas.